# Franklin County (Nebraska)
Franklin County ist ein County im Bundesstaat Nebraska der Vereinigten Staaten. Der Verwaltungssitz (County Seat) ist Franklin, das nach Benjamin Franklin benannt wurde.

## Geographie
Das County liegt im Süden von Nebraska, grenzt an den Bundesstaat Kansas und hat eine Fläche von 1492 Quadratkilometern ohne nennenswerte Wasserfläche. Der Republican River fließt durch den südlichen Teil des Countys. An das Franklin County grenzen folgende Countys:
| Phelps County            | Kearney County |                       |
| Harlan County            |                | Webster County        |
| Phillips County (Kansas) |                | Smith County (Kansas) |

## Geschichte
Franklin County wurde 1867 gebildet. Benannt wurde es nach Benjamin Franklin.
Sieben Bauwerke und Stätten des Countys sind im National Register of Historic Places eingetragen (Stand 11. Februar 2018).

## Demografische Daten

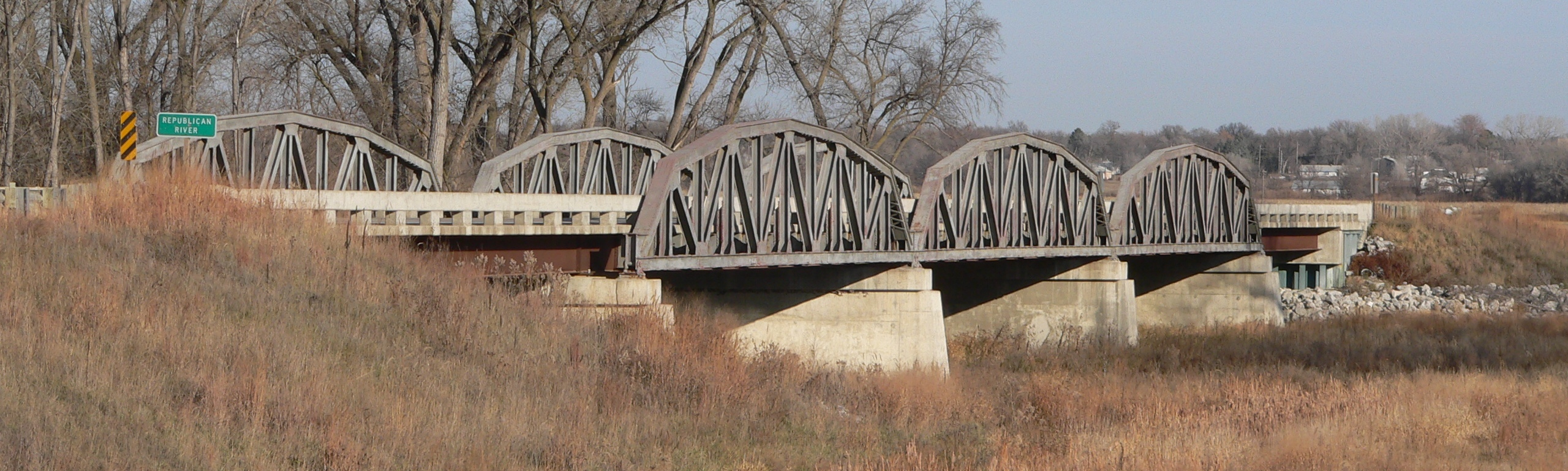
Franklin Bridge, gelistet im NRHP

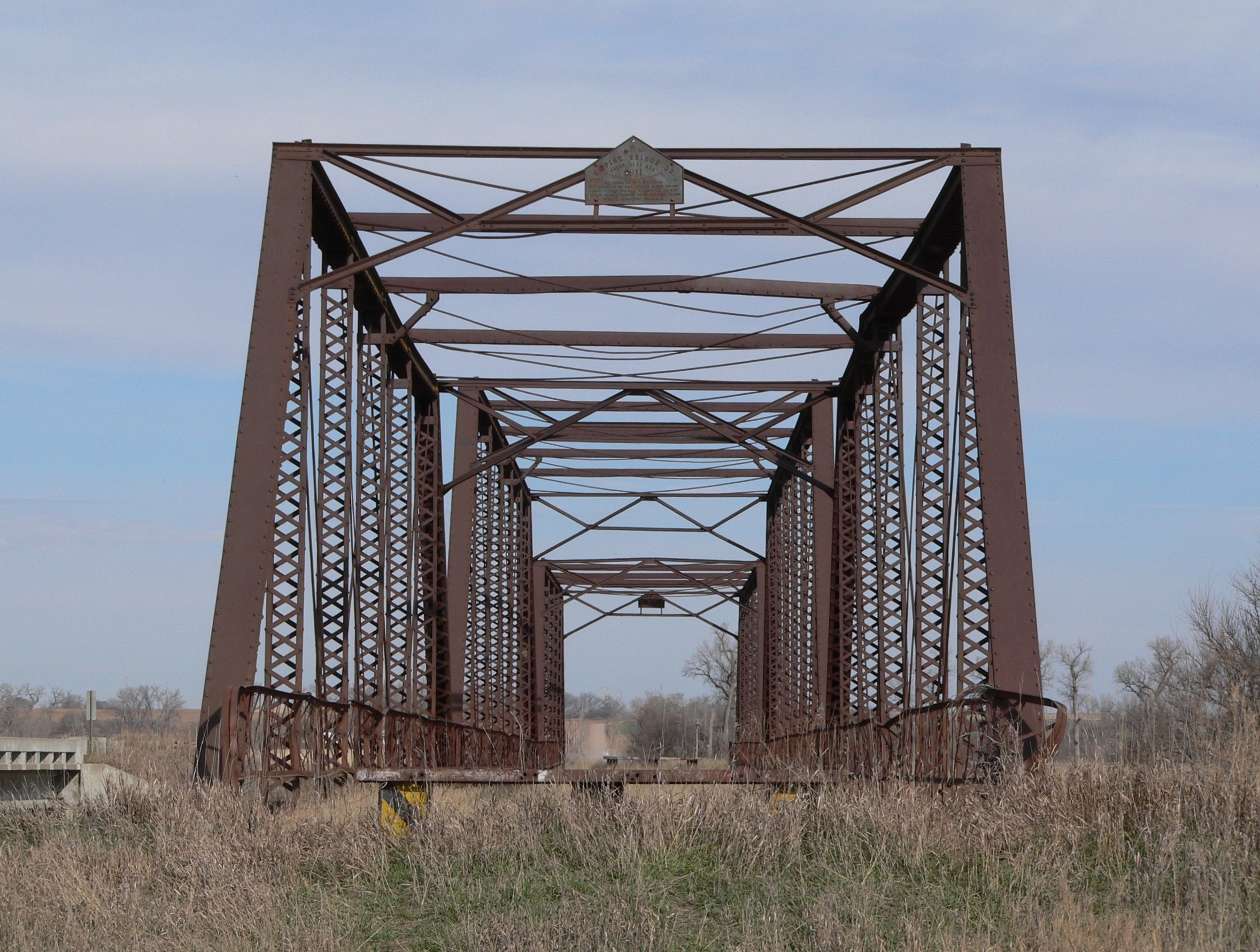
Republican River Bridge, gelistet im NRHP

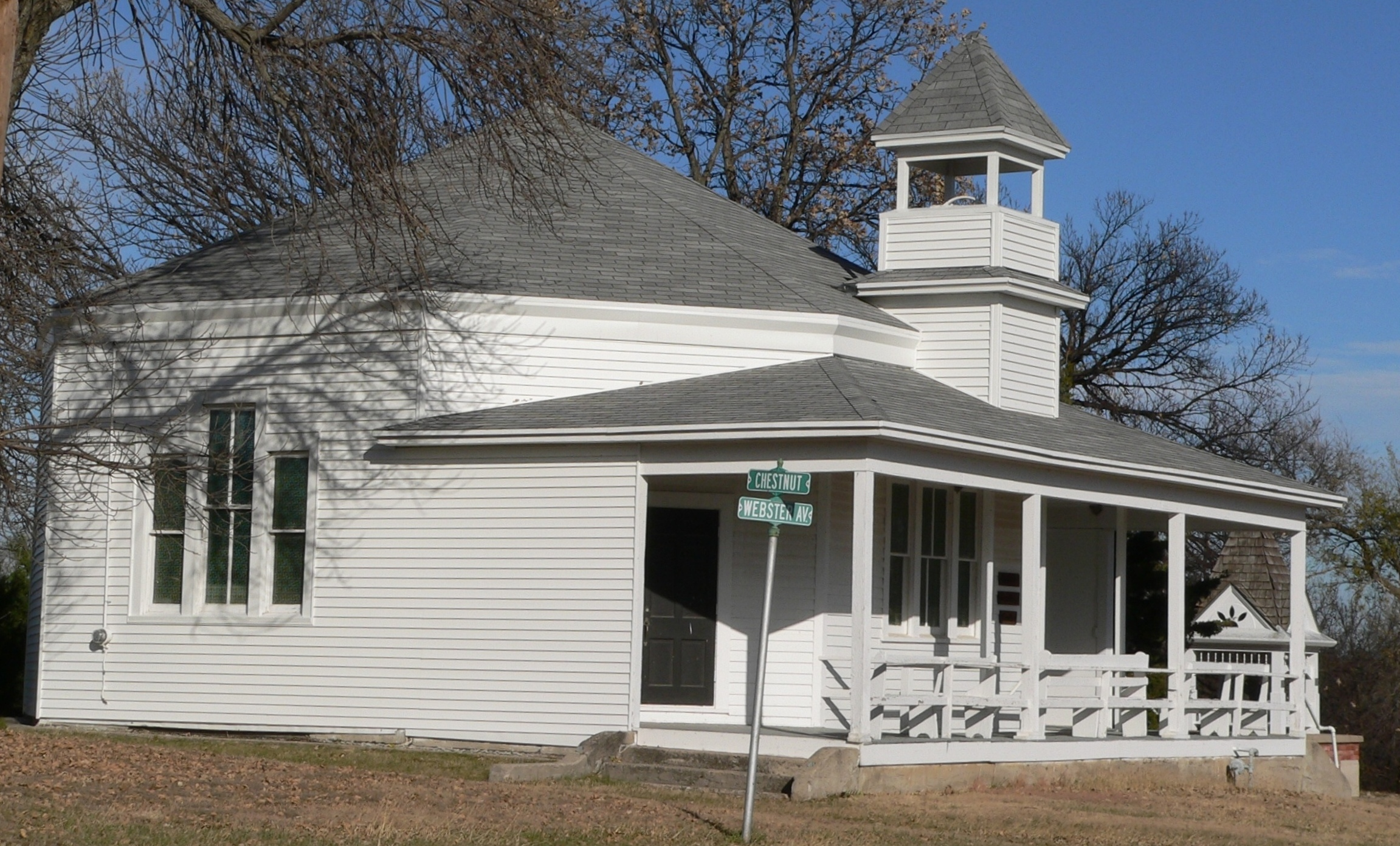
First Congregational Church, U.C.C., gelistet im NRHP

Nach der Volkszählung im Jahr 2000 lebten im Franklin County 3574 Menschen in 1485 Haushalten und 1021 Familien. Die Bevölkerungsdichte betrug 2 Einwohner pro Quadratkilometer. Ethnisch betrachtet setzte sich die Bevölkerung zusammen aus 99,24 Prozent Weißen, 0,28 Prozent amerikanischen Ureinwohnern, 0,06 Prozent Asiaten und 0,08 Prozent aus anderen ethnischen Gruppen; 0,34 Prozent stammten von zwei oder mehr Ethnien ab. 0,64 Prozent der Bevölkerung waren spanischer oder lateinamerikanischer Abstammung.
Von den 1485 Haushalten hatten 28,6 Prozent Kinder und Jugendliche unter 18 Jahre, die bei ihnen lebten. 59,4 Prozent waren verheiratete, zusammenlebende Paare, 6,0 Prozent waren allein erziehende Mütter, 31,2 Prozent waren keine Familien, 29,2 Prozent waren Singlehaushalte und in 16,0 Prozent lebten Menschen im Alter von 65 Jahren oder darüber. Die Durchschnittshaushaltsgröße betrug 2,34 und die durchschnittliche Familiengröße lag bei 2,87 Personen.
Auf das gesamte County bezogen setzte sich die Bevölkerung zusammen aus 24,5 Prozent Einwohnern unter 18 Jahren, 4,5 Prozent zwischen 18 und 24 Jahren, 23,6 Prozent zwischen 25 und 44 Jahren, 23,5 Prozent zwischen 45 und 64 Jahren und 23,9 Prozent waren 65 Jahre alt oder darüber. Das Durchschnittsalter betrug 43 Jahre. Auf 100 weibliche Personen kamen 92,8 männliche Personen. Auf 100 Frauen im Alter von 18 Jahren oder darüber kamen statistisch 91,0 Männer.
Das jährliche Durchschnittseinkommen eines Haushalts betrug 29.304 USD, das Durchschnittseinkommen der Familien betrug 34.958 USD. Männer hatten ein Durchschnittseinkommen von 26.192 USD, Frauen 18.214 USD. Das Prokopfeinkommen betrug 15.390 USD. 9,7 Prozent der Familien und 13,2 Prozent der Bevölkerung lebten unterhalb der Armutsgrenze. Davon waren 17,2 Prozent Kinder oder Jugendliche unter 18 Jahre und 9,4 Prozent waren Menschen über 65 Jahre.

## Orte im County
- Bloomington
- Campbell
- Franklin
- Hildreth
- Macon
- Naponee
- Riverton
- Upland

Townships
- Antelope Township
- Ash Grove Township
- East Bloomington Township
- Grant Township
- Lincoln Township
- Macon Township
- Marion Township
- North Franklin Township
- Salem Township
- Turkey Creek Township
- Washington Township